# Dinastia Ducas
Doukas, latinizat ca Ducas (greacă: Δούκας; fem. Doukaina / Ducaena, Δούκαινα; pl. Doukai / Ducae, Δούκαι), de la titlul latin dux (lider, general, elenizat ca doux), este numele unei familii nobile grecești bizantine, familie care a dat mai mulți generali notabili și conducători pentru Imperiul bizantin.

## Conducători bizantini
- Isaac I Comnen
- Constantin al X-lea Ducas
- Mihail al VII-lea Ducas
- Andronic Ducas
- Eudokia Makremblitissa
- Constantin Ducas I
- Ioan Ducas
- Constantin al II-lea Ducas
- Romanos al IV-lea Diogenes
- Nicefor al III-lea Botaneiates
- Nicefor Bryennus
- Nicefor Baslacius
- Nicefor Melissenus
- Alexios al V-lea Ducas